# Ensalada russa

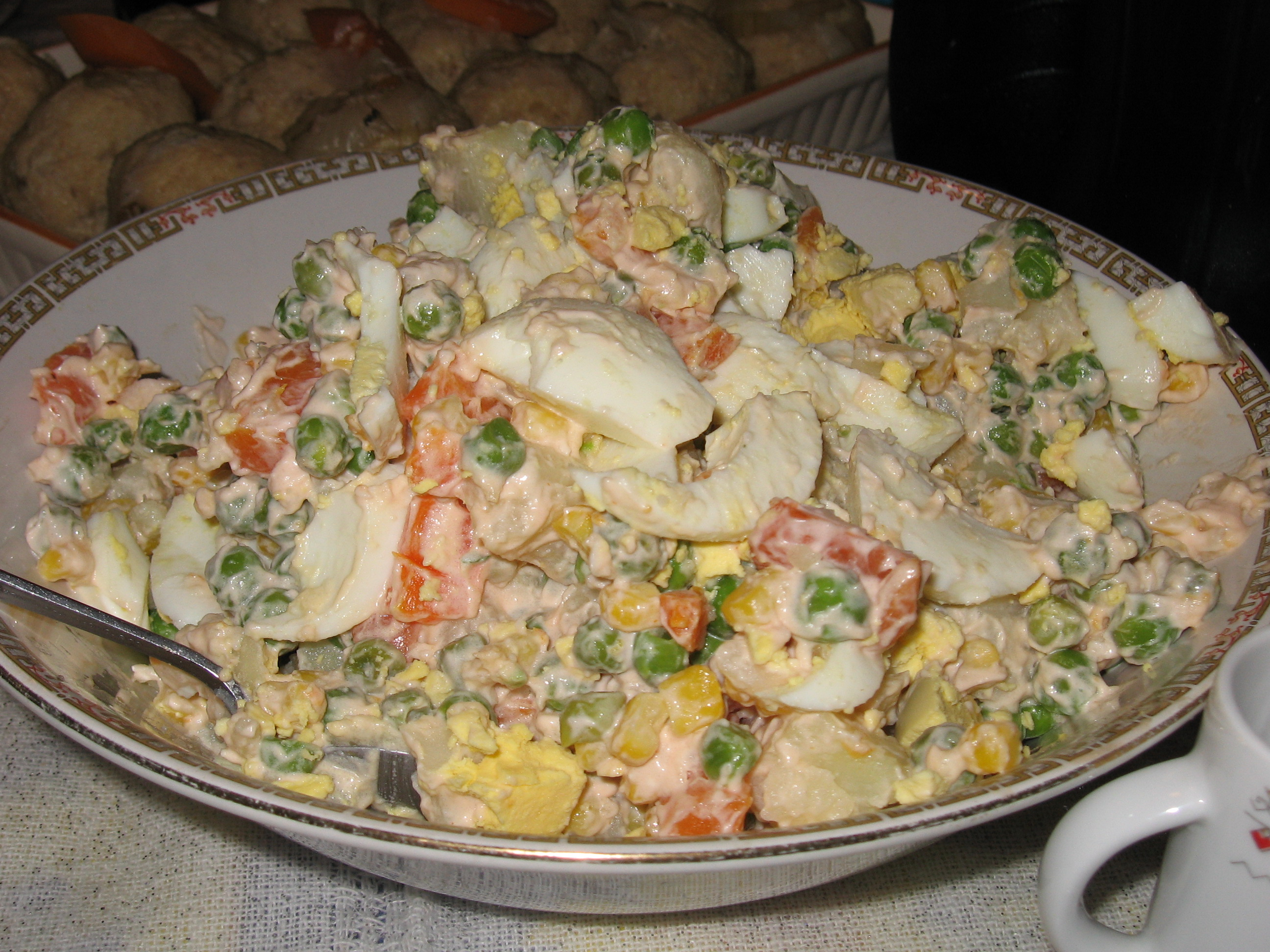
Ensalada russa

L'ensalada russa, o amanida russa, també coneguda com a amanida Olivier, és un plat fred provinent de Rússia que és molt popular també a diferents països europeus entre els quals els Països Catalans. Generalment està feta a base de verdures tallades en daus petits i bullides, barrejades amb maionesa i sovint altres ingredients.

## Ingredients
Els ingredients típics són patata, mongeta verda, pastanaga, pèsols, tonyina, olives, ou dur i maionesa, en proporcions diverses segons el gust. Pot incloure altres ingredients, com trossets de pebrot vermell escalivat, gambes pelades, bastonets de cranc, etc.

## Inspiració i origen
L'origen d'aquesta ensalada rau en una recepta feta l'any 1860 per Lucien Olivier, xef francès del cèlebre restaurant "L'Ermitage" situat a la plaça Trubnàia a Moscou, Rússia. Per aquesta raó en alguns països es coneix com a ensalada Olivier. Es va estendre a França a principis del segle xx mitjançant alguns grups d'aristòcrates russos exiliats arran de la revolució del 1917. Sembla que es va introduir a Espanya a través de la cuina francesa tot seguit, encara que no n'hi hagi constància històrica. Posteriorment l'ensalada russa es va estendre a alguns països de l'Amèrica del Sud i Central, com l'Argentina, el Perú i la República Dominicana.
És a la cuina espanyola, on va adquirir l'original nom d'ensaladilla rusa. No es coneix bé l'origen de l'apel·lació "ensaladilla"; potser es deu al fet que els ingredients venen tallats molt petits o al fet que normalment l'ensalada russa se serveix en racions petites. És un plat molt ibèric, popular com a tapa als bars.

## Cuina espanyola
Aquest plat, malgrat estar basat en una amanida provinent de Rússia i popularitzada pels francesos, no es menja ni és coneguda amb aquest nom i composició a cap dels dos països. La veritable amanida de Rússia conté cogombres en vinagre i llonganissa seca, per exemple, i mai tonyina. A França el més semblant que existeix són les amanides de patata amb maionesa, que són bàsicament daus de patata amb proporcions més grans de maionesa i ceba i ou dur picats, l'aspecte és completament blanc, o groguenc, i no multicolor com l'amanida russa, sobretot perquè no conté, o a penes conté, verdures.
D'altra banda, es tracta d'un dels pocs plats, juntament amb la truita de patata, els pintxos morunos i potser algun més, comuns als repertoris de tapes espanyoles. Segons els criteris gastronòmics de totes les cultures espanyoles, de fet, aquest plat, malgrat el seu nom, no se sol considerar una amanida, com sí que ho era pels països nòrdics, ja que a Espanya, per a ser considerat amanida hauria d'estar formada majoritària o completament per hortalisses fresques i crues, com pastanaga crua, ceba crua, tomàquet, cogombre, etc.

## Amanida "no russa"
Durant el franquisme el nom d'aquesta amanida (en castellà, ensaladilla rusa) es prohibí en alguns ambients, ja que el seu nom contenia el mot "rus", que a l'època eren comunistes i enemics del règim. Els soldats reclutats a l'exèrcit espanyol conegueren les apel·lacions imposades pels comandaments de: "ensaladilla española" o "ensaladilla nacional", termes que no quallaren.
Durant la guerra d'Ucraïna del 2022 el famós xef José Andrés, amb un argument semblant, va dir que canviaria el nom de l'ensalada russa als seus restaurants pel de "ensaladilla Kiev" o "ensaladilla Ucraniana".
En canvi, sí que es coneix en molts llocs amb el nom, simplement, d'ensaladilla, incorrecte en català.

## Ingredients
Les verdures més sovint emprades són la patata, mongeta verda tendra, la pastanaga i els pèsols. Cal no bullir la patata i les verdures massa i deixar-les refredar un temps, car és important que conservin la rigidesa suficient perquè no es formi una massa pastosa quan es barregen amb la maionesa.

## Preparacions i variacions
La tonyina sol ser en conserva, però de vegades es fa també amb tonyina natural, passada per la paella i esmicolada. De vegades, la maionesa pot ser reemplaçada, per salsa rosa o allioli. L'ensalada russa també es pot servir com a plat principal, amb diferents guarniments, com ara: làmines d'ou dur, espàrrecs, olives i pebrot escalivat. Pot ser un plat acompanyat amb pa i diversos embotits.
Se sol menjar en petites quantitats, per exemple amb els entremesos o en tapes, o també pot ser un primer plat, o fins i tot plat únic. Opcionalment es pot decorar amb anxoves, tires de pebrot vermell escalivat, mitges rodanxes de tomàquet o una mica d'enciam. S'utilitza també molt per a alguns pintxos bascos o per farcir tomàquets, tronquets de cogombre, ous durs, etc. És un plat típic d'estiu, però que pels seus ingredients pot requerir una bona conservació en fred.

## Preparacions similars
Un plat semblant molt popular és el braç de gitano salat, o d'ensaladilla, consistent a fer una ensalada russa sense patates i, a part, fer un puré de patates, i llavors omplir-lo amb l'ensalada com si fos un braç de gitano, cobrir-lo amb maionesa i decorar-lo si es vol. En algunes cases, en comptes de donar-li forma cilíndrica se li dona una més aplanada, en forma d'ullal i es decora com si fos un peix, amb hortalisses fresques (tires fines de cogombre o de tomàquet, per exemple) que formen les escates i una oliva per fer-ne l'ull.